# کوی ولیعصر (کارون)
کوی ولیعصر، روستایی در دهستان کوت عبدالله بخش مرکزی شهرستان کارون در استان خوزستان ایران است.

## جمعیت
بر پایه سرشماری عمومی نفوس و مسکن در سال ۱۳۹۵، جمعیت این روستا ۱٬۴۹۰ نفر (۴۱۳ خانوار) بوده است.